# Xã Esmen, Quận Livingston, Illinois
Xã Esmen (tiếng Anh: Esmen Township) là một xã thuộc quận Livingston, tiểu bang Illinois, Hoa Kỳ. Năm 2010, dân số của xã này là 326 người.